# 梨埠镇
梨埠镇，是中华人民共和国广西壮族自治区梧州市苍梧县下辖的一个乡镇级行政单位。

## 行政区划
梨埠镇下辖以下地区：
梨埠社区、田众村、华映村、沙地村、料口村、马进村、梨埠村、清水村、泗美村、凤仪村、旺湾村、龙冲村和蒌底村。